# 九段北
九段北（くだんきた）は、東京都千代田区の町名で、旧麹町区に属した。現行行政地名は九段北一丁目から九段北四丁目。住居表示実施済み区域である。
町会は九段一丁目から四丁目全てがそれぞれ南北合同で結成されている。

## 地理
東京都千代田区の北西部に位置し、靖国通りに沿って九段下駅から市ケ谷駅までの細長い街区を形成している。
町域の西は新宿区（市谷田町）との区境に当たる。麹町地域（旧麹町区）に属する。千代田区内では東部は西神田・神田神保町、南部は靖国通りを境に九段南、北部は富士見・飯田橋にそれぞれ接する。南側の北の丸公園とは近接するが境界線は接していない。当地中央部の二丁目から三丁目にかけて靖国神社の境内地が広がっている。歴史のある学校や、高層建造物が集まっている。一般住宅も少数だが見られる。

### 九段北一丁目
最東部。九段下駅の出口があり、そもそもの九段坂上から九段坂下にかけての一帯。学校や高層建造物が多く集まる。宅地も見られる。
- 築土神社[注釈 1]
- 中坂[注釈 2]
- 和洋九段女子中学校・高等学校
- 偕行社跡[注釈 3]
- 北の丸スクエア
- 実践倫理宏正会 本部会館
- 野々宮アパート跡：昭和初期に、当地で営業していた野々宮写真館が建てた近代マンションのさきがけ。空調や給水など、ヨーロッパ風の最新の設備が整い、東京の近代化を象徴する高級集合住宅であった。北の丸スクエアの坂下側にあった。
- 日本債券信用銀行本店跡：日本不動産銀行の本店として1966年に完成した14階建てのビルは、九段の新しいシンボルとなっていたが、後継銀行の退去後に解体され、跡地に北の丸スクエアが建設された。
- 旧山口萬吉邸

### 九段北二丁目
九段坂中腹から頂上にかけての一帯。靖国通りと平行して靖国神社の参道がある（本殿は九段北三丁目。参道は明治時代には馬場として使われ、「外苑」と呼ばれた）。町域はほとんど靖国神社と学校で占められる。
- 靖国神社（イチョウ並木とサクラの庭[注釈 4]が続く参道部分。第一鳥居や大村益次郎像、慰霊の泉、休憩所、駐車場など）
- 千代田区立九段中等教育学校
- 白百合学園中学校・高等学校・白百合学園小学校

### 九段北三丁目
靖国神社の本殿、拝殿、遊就館、相撲場などがあり、「大妻通り」の入口に向かって南門が開かれる。神社境内と三輪田学園中学校・高等学校、九段電話局、法政大学でほとんどの町域が占められる。
- 靖国神社（第二鳥居、本殿、拝殿、遊就館、相撲場、神池、梅林など）
- 英霊にこたえる会中央本部（靖国神社遊就館内）
- 練兵館跡：斎藤弥九郎が開いた神道無念流の剣術道場。幕末江戸三大道場の一つに数えられた。一時期桂小五郎が塾頭・師範代を務め、若き日の高杉晋作・伊藤博文・井上馨・品川弥二郎ら維新の志士たちも入門した。靖国神社南門を入ってすぐの所が跡地で、植え込みの中に記念碑が建てられている。
- 三輪田学園中学校・高等学校
- 法政大学一口坂校舎・新一口坂校舎・九段校舎・法科大学院棟・九段北校舎
- 九段電話局（現NTT九段）
- 日本山妙法寺九段道場

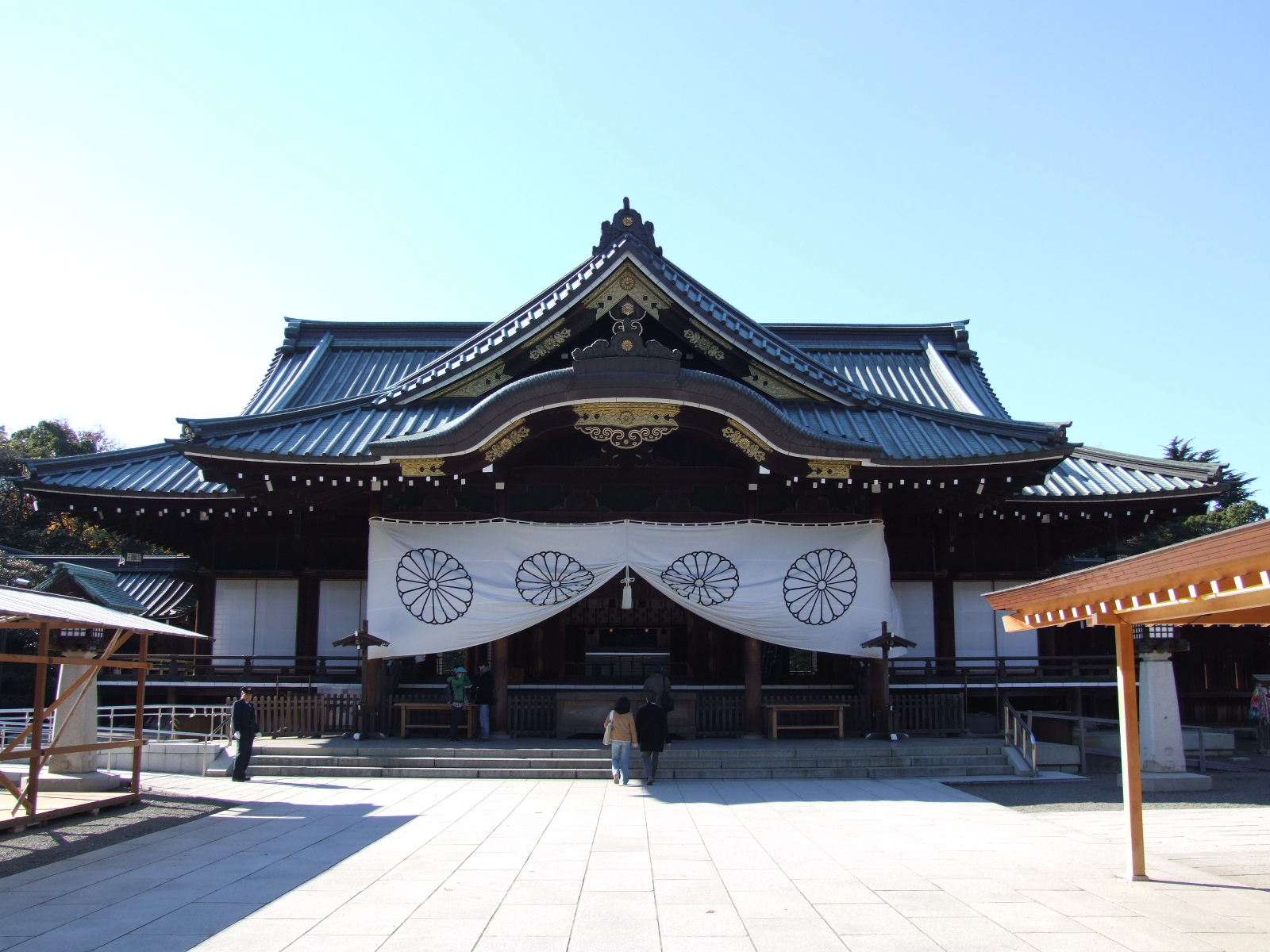
靖国神社 拝殿
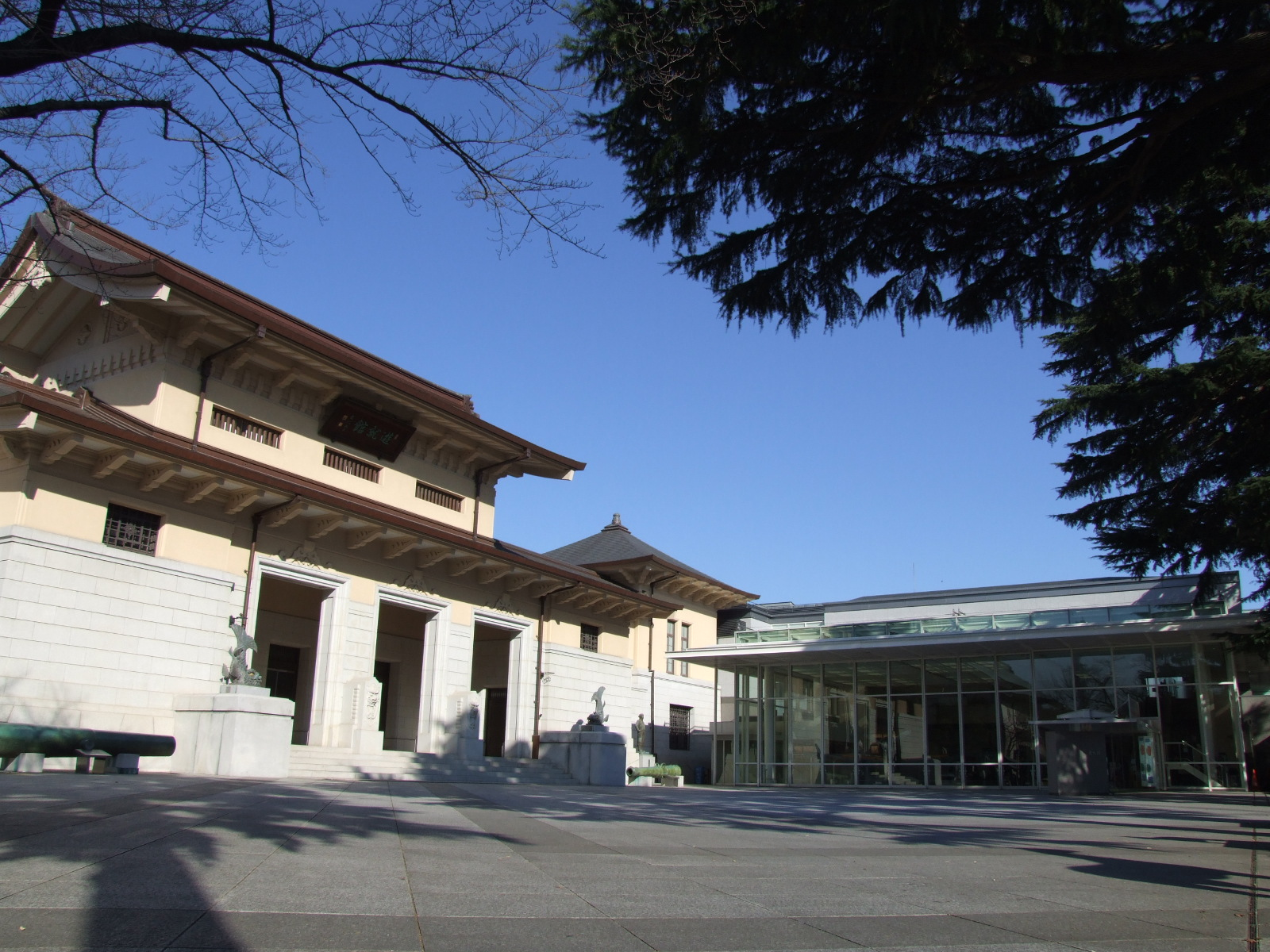
遊就館

### 九段北四丁目
最西部。一口坂・新見附・市ケ谷駅を頂点とする三角地帯。靖国通りに面して高層建造物が多く、裏手にはマンション・官舎が多い。新見附から市谷見附に続く外壕公園の土手のソメイヨシノは昭和初期に植えられたもので、都心の桜並木としては古木に属し、開花の時期には見事な景観を現出する。
- アルカディア市ヶ谷（私学会館）
- 千代田区立外濠公園
- ナカノフドー建設
- ロフト本部
- そごう・西武法人外商部
- 世界文化社
- JPハイテック
- 千修
- 協会けんぽ
- ライト工業
- 千明社
- 九段北四丁目郵政宿舎
- 天照皇大神宮教東京道場
- 山川菊栄生誕の地：九段北四丁目３番地（旧四番町9番地、九段フラワーホーム付近）
- 前田建設工業東京支店
- ニチレキ
- 京二
- エレコム東京支社
- ぷらっとホーム
- 日本小型船舶検査機構
- リンコス九段店
- カシオ情報機器
- 東京都歯科医師会（歯科医師会館）
- 日本ハーデス

### 地価
住宅地の地価は、2025年（令和7年）1月1日の公示地価によれば、九段北2-3-25の地点で368万円/m2となっている。

## 歴史
「九段」という町名は、震災復興計画の中で靖国通りが拡幅・完成した後、1933年7月に初めて設置されたものである。それ以前は、九段北一丁目は飯田町、九段北二丁目は富士見町二丁目、九段北三丁目は「番町」で知られる三番町・四番町・富士見町三丁目の一部、九段四丁目は同じく三番町・四番町の一部であった。
1966年に、新住居表示が実施され、九段各丁目は靖国通りを境にして南北に分けられた。しかし住民の町会活動は南北合同で運営されている。また一・二丁目が築土神社、三・四丁目が日枝神社の氏子地域である。
靖国通りの南側（九段南二から四丁目）が歓楽街（花街）や商店街として賑わっていたのに対し、北側（九段北二から四丁目）の奥は閑静な住宅地であった。靖国通りを走る都電が廃止された1970年以後、一口坂周辺にあった町の中心が市ケ谷駅の方に移動した。その後、地下鉄が相次いで開通したことから、現在では、九段の町の重心は市ケ谷駅と九段下駅の両端に移っている。

### 町名の変遷
| 実施後       | 実施年月日    | 実施前（各町名ともその一部）                         |
| ------------ | ------------- | ---------------------------------------------------- |
| 九段北一丁目 | 1966年10月1日 | 九段一丁目、九段二丁目、富士見町一丁目、飯田町一丁目 |
| 九段北二丁目 | 1966年10月1日 | 九段二丁目                                           |
| 九段北三丁目 | 1966年10月1日 | 九段二丁目、九段三丁目                               |
| 九段北四丁目 | 1966年10月1日 | 九段四丁目                                           |

## 世帯数と人口
2025年（令和7年）3月1日現在（千代田区発表）の世帯数と人口は以下の通りである。
| 丁目         | 世帯数    | 人口    |
| ------------ | --------- | ------- |
| 九段北一丁目 | 766世帯   | 1,168人 |
| 九段北二丁目 | 142世帯   | 265人   |
| 九段北三丁目 | 23世帯    | 49人    |
| 九段北四丁目 | 327世帯   | 580人   |
| 計           | 1,258世帯 | 2,062人 |

### 人口の変遷
国勢調査による人口の推移。
| 年                 | 人口  |
| ------------------ | ----- |
| 1995年（平成7年）  | 1,186 |
| 2000年（平成12年） | 1,249 |
| 2005年（平成17年） | 1,281 |
| 2010年（平成22年） | 1,512 |
| 2015年（平成27年） | 1,865 |
| 2020年（令和2年）  | 2,166 |

### 世帯数の変遷
国勢調査による世帯数の推移。
| 年                 | 世帯数 |
| ------------------ | ------ |
| 1995年（平成7年）  | 519    |
| 2000年（平成12年） | 599    |
| 2005年（平成17年） | 681    |
| 2010年（平成22年） | 869    |
| 2015年（平成27年） | 1,082  |
| 2020年（令和2年）  | 1,220  |

## 学区
区立小・中学校に通う場合、学区は以下の通りとなる（2017年8月現在）。なお、千代田区の中学校では学校選択制度を導入しており、区内全域から選択することが可能。
| 丁目         | 番地 | 小学校                 | 中学校                                        |
| ------------ | ---- | ---------------------- | --------------------------------------------- |
| 九段北一丁目 | 全域 | 千代田区立富士見小学校 | 千代田区立麹町中学校 千代田区立神田一橋中学校 |
| 九段北二丁目 | 全域 | 千代田区立富士見小学校 | 千代田区立麹町中学校 千代田区立神田一橋中学校 |
| 九段北三丁目 | 全域 | 千代田区立九段小学校   | 千代田区立麹町中学校 千代田区立神田一橋中学校 |
| 九段北四丁目 | 全域 | 千代田区立九段小学校   | 千代田区立麹町中学校 千代田区立神田一橋中学校 |

## 事業所
2021年（令和3年）現在の経済センサス調査による事業所数と従業員数は以下の通りである。
| 丁目         | 事業所数  | 従業員数 |
| ------------ | --------- | -------- |
| 九段北一丁目 | 566事業所 | 12,868人 |
| 九段北二丁目 | 20事業所  | 433人    |
| 九段北三丁目 | 61事業所  | 1,477人  |
| 九段北四丁目 | 321事業所 | 10,020人 |
| 計           | 968事業所 | 24,798人 |

### 事業者数の変遷
経済センサスによる事業所数の推移。
| 年                 | 事業者数 |
| ------------------ | -------- |
| 2016年（平成28年） | 871      |
| 2021年（令和3年）  | 968      |

### 従業員数の変遷
経済センサスによる従業員数の推移。
| 年                 | 従業員数 |
| ------------------ | -------- |
| 2016年（平成28年） | 21,091   |
| 2021年（令和3年）  | 24,798   |

## 交通
交通機関は都営地下鉄新宿線が所在し、周辺を走る東日本旅客鉄道（JR東日本）中央・総武緩行線、東京地下鉄（東京メトロ）東西線・有楽町線・半蔵門線・南北線も利用可能で、丸の内・大手町・日本橋・銀座・新宿・渋谷・池袋などの都内主要地域への交通の便は良い。
鉄道
- 東京都交通局（都営地下鉄）九段下駅（○新宿線）
- 東京地下鉄（東京メトロ）九段下駅（○東西線、○半蔵門線）（駅所在地：九段南）
- 都営地下鉄市ヶ谷駅（○新宿線）（駅所在地：九段南）
- 東日本旅客鉄道（JR東日本）市ケ谷駅（■中央・総武線（各駅停車））（駅所在地：五番町）
- 東京メトロ市ケ谷駅（○有楽町線、○南北線）（駅所在地：新宿区市谷田町）

バス
- 都営バス飯64 九段下（小滝橋車庫前行） - 降車口は九段南に設けられている。
- 都営バス高71 市ヶ谷駅前 / 一口坂 / 九段三丁目 / 九段上（九段下行）・九段下（終点） - 高田馬場駅前行は九段南に設けられている。

道路
- 東京都道8号千代田練馬田無線（目白通り）
- 東京都道302号新宿両国線（靖国通り）
- 東京都道401号麹町竹平線（内堀通り）
- 早稲田通り

## その他

### 日本郵便
- 郵便番号 : 102-0073[4]（集配局 : 麹町郵便局[18]）。